# Mark Courtney (żużlowiec)
Mark Vincent Courtney (ur. 25 marca 1961 w Braintree) – brytyjski żużlowiec.

## Życiorys
Srebrny medalista indywidualnych mistrzostwa Europy juniorów (Pocking 1982); w finale IMEJ wystąpił również w 1981 w Slaný, zajmując V miejsce. Złoty medalista młodzieżowych indywidualnych mistrzostw Wielkiej Brytanii (Canterbury 1980). Dwukrotny uczestnik finałów indywidualnych mistrzostw Wielkiej Brytanii (Coventry 1984 – XVI miejsce, Coventry 1989 – XIII miejsce).
W lidze brytyjskiej reprezentant klubów Barrow (1978), Middlesbrough (1979-1981, 1986, 1993), Leicester (1980-1983), Belle Vue (1984, 1986), Kings Lynn (1985), Newcastle (1987), Berwick (1988-1990), Glasgow (1991, 2000, 2001), Rye House (1992, 2002, 2003) oraz Trelawny (2001).
W 2011 r. dołączył, jako mechanik, do zespołu Chrisa Harrisa.